# Chester (Connecticut)
Chester es un pueblo ubicado en el condado de Middlesex en el estado estadounidense de Connecticut. En el año 2005 tenía una población de 3832 habitantes y una densidad poblacional de 92 personas por km².

## Geografía
Chester se encuentra ubicada en las coordenadas 41°24′08″N 72°28′57″O / 41.40222, -72.48250.

## Demografía
Según la Oficina del Censo en 2000 los ingresos medios por hogar en la localidad eran de $65 156 y los ingresos medios por familia eran $79 941. Los hombres tenían unos ingresos medios de $45 515 frente a los $40 444 para las mujeres. La renta per cápita para la localidad era de $32 191. Alrededor del 1,3 % de la población estaban por debajo del umbral de pobreza.